# مردم بك
آل مردم بك هم أسرة دمشقية سورية ذات أصول تركمانية، يرجع نسبها إلى جدهم التركي (والد جدتهم) لالا مصطفى باشا فاتح قبرص، كان وزيرًا ومربيًا لأولاد السلطان، ثم واليًا على دمشق ما بين العامين (1563 م - 1569 م)، وهو صاحب جامع مصطفى لالا باشا الأثري المشهور بدمشق.
وجد آل مردم بك بدمشق هو يحيى بك القرمشي ابن إبراهيم بك ابن يحيى بك ابن محمد عبد الباقي باشا الذي تزوج السيدة رابية خانم سليلة مصطفى لالا باشا.
ومنهم خليل مردم بك الشاعر وهو مؤلف النشيد العربي السوري «حماة الديار عليكم سلامْ». وكان في آخر أيامه رئيسًا لمجمع اللغة العربية بدمشق خلال فترة (1953 - 1959). وابنه عدنان مردم بك (24 سبتمبر 1917 - 18 أكتوبر 1988) المحامي والقاضي والشاعر والكاتب المسرحي. وجميل مردم بك (1895-1960)، الزعيم الوطني السوري ورئيس وزراء سوري في فترة الثلاثينيات والأربعينيات يعتبر من الآباء المؤسسين للجمهورية السورية . و محمّد رضا مردم بك (1881-1963)، من أعيان مدينة دمشق، صاحب جريدة الزمان وأحد مؤسسي جريدة المقتبس مع محمّد كرد علي. وهو والد تميمة مردم بك زوجة رئيس وزراء لبنان صائب سلام وجد نجله الرئيس تمام سلام.

## تراثهم
ومما ينسب إليهم من معالم دمشق الأثرية:
- خان مردم بك الذي كان قائمًا في العهد العثماني
- خان مصطفى لالا باشا الذي كان قائمًا في سوق الهال القديم بدمشق ثم هدم عام 1928 م.